# 波特蘭 (佐治亞州)
波特蘭（英語：Portland）是美國佐治亞州波爾克縣一個非建制地區，以一間波特蘭水泥製造商「南部州份波特蘭水泥公司」（Southern States Portland Cement Company）命名。當地曾經在1911年開設一所名叫「波特蘭」的郵政局，但後來於1929年停止營業，而其美國郵遞區號則是30104。